# Нерсисян, Анри Барсегович
Анри Барсегович Нерсисян (арм. Հանրի Ներսիսյան; род. 24 февраля 1936) — советский и армянский учёный-математик, доктор физико-математических наук (1976), профессор (1989), член-корреспондент АН Армянской ССР (1986), действительный член Академии наук Армении (1996).

## Биография
Родился 24 февраля 1936 года в Волгограде.
С 1947 по 1957 год обучался на физико-математическом факультете Ереванского государственного университета, который окончил с отличием. В 1961 году окончил аспирантуру Института математики АН Армянской ССР по кафедре прикладной математики, в 1976 году докторантуру Института математики АН Украинской ССР.
С 1958 год на научно-исследовательской работе в Ереванском государственном университете в качестве преподавателя, доцента, с 1966 по 1970 год заведующий кафедрой высшей математики и математической физики, с 1989 года — профессор физико-математического факультета.
С 1970 года одновременно с педагогической занимался и научной работой в Институте математики АН Армянской ССР/Академии наук Армении в качестве старшего научного сотрудника и заведующего отделом и кафедрой дифференциальных и интегральных уравнений. Одновременно с основной деятельности с 1996 по 1997 год работал в качестве научного сотрудника в компании Wolfram Research, где занимался исследованиями в области производства математического программного обеспечения.
С 1998 года помимо основной деятельности был назначен директором Фундаментальной научной библиотеки Академии наук Армении.

### Научно-педагогическая деятельность и вклад в науку
Основная научно-педагогическая деятельность была связана с вопросами в области вычислительной математики, математического, функционального, гармонического и численного анализа, интегральных и дифференциальных уравнений, занимался исследованиями в области теории Вейвлета. Являлся председателем международных конференций, в том числе «Теория функций и приближений» (1995) и «DMC-98» (1998).
В 1961 году защитил кандидатскую диссертацию на тему «Разложения по собственным функциям некоторых задач для дифференциальных уравнений с запаздывающим аргументом», в 1976 году защитил докторскую диссертацию на соискание учёной степени доктор физико-математических наук на тему «Задача Коши для слабо гиперболических уравнений». В 1989 году ВАК СССР ему было присвоено учёное звание профессор. В 1986 году был избран член-корреспондентом АН Армянской ССР, в 1996 году — действительным членом Национальной академии наук Армении. Автор более двухсот научных работ в том числе монографий.

## Основные труды
- Разложения по собственным функциям некоторых задач для дифференциальных уравнений с запаздывающим аргументом. — Ереван, 1961. — 104 с.
- Задача Коши для слабо гиперболических уравнений. — Киев, 1976. — 288 с.[5]

### Публикации
- О применении некоторых интегро-дифференциальных операторов // Докл. АН СССР, 1958. — С. 210—213.
- Разложения по специальным биортогональным системам и краевые задачи для дифференциальных уравнений дробного порядка // Докл. АН СССР, 1960. — С. 747—750.
- Разложение по собственным функциям некоторых несамосопряженных краевых задач // Докл. АН СССР, 1960. — С. 1050—1053.
- Разложения по некоторым биортогональным системам и краевые задачи для дифференциальных уравнений дробного порядка // Тр. ММО, 10. — 1961. — С. 89-179.
- О применении некоторых операторов преобразования к краевым задачам для уравнений с запаздыванием // Матем. сб., 63 (105):3. — 1964. — С. 341—355.
- К теории интегральных уравнений типа Вольтерра // Докл. АН СССР, 155:5. — 1964. — С. 1006—1009.
- О задаче Коши для вырождающихся гиперболических уравнений второго порядка // Докл. АН СССР, 166:6. — 1966. — С. 1288—1291.
- О скорости равносходимости спектральных разложений некоторых дифференциально-функциональных операторов в определённых классах функций ограниченной вариации // Докл. АН СССР, 264:5. — 1982. — С. 1049—1052.
- О структуре резольвент некоторых интегральных операторов с ядрами, определяемыми дифференциальными уравнениями // Докл. АН СССР, 279:4. — 1984. — С. 805—809.
- Smooth transition type integral operators. — Funct. Anal. Appl., 23:2, 1989. — с.110-116[6]